# NCsoft
NCsoft е южнокорейска компания за онлайн компютърни игри.
Произвеждала е Lineage II, MMORPG (мулти масивна онлайн ролева игра), която е една от най-запленяващите игри в жанра редом с World of Warcraft на гиганта Blizzard Entertainment. По време на Е3 2007 стана ясно, че NCsoft е в партньорство със Sony Playstation и ще бъде в основата на игрите за онлайн създадени от Playstation.

## История
NCsoft е основана през март 1997 от Так Джин Ким. Един от първите продукти на компанията е NC HTML Editor. През септември 1998 в света на геймъра навлиза първата им популярна игра Lineage. Успехът на този продукт позволява на компанията да създаде свои клоневе в Тайван, Китай, Япония и САЩ. През 2003 NCsoft усъвършенства Lineage II и през октомври беше пуснат на корейския пазар, а в щатите едва на следващата година през април месец! NCsoft e също и разпространител на Guild Wars (разработена от техните партньори ArenaNet), City of Heroes и City of Villains(разработена от Cryptic Studios).
През 2006 NCsoft назначи първоначалните създатели на jMonkey Engine, високо разраработен източник на графично базирани графики API.
Същата година, по време на изложението Е3, NCsoft обяви разработването на нова MMORPG, Айон. Разработена от NCsoft Seoul Studio, тя използва Технологията на Crytek – CryENGINE.

## Откраднати кодове
През април 2007, Seoul Metropolitan Police обяви че, седем бивши чиновника от NCsoft са заподозрени в продажбата на Lineage III кодове на главна японска компания. Според NCsoft, възможните загуби може да достигнат до милиарди $ (щатски долари).